# Osciloskop
Katodni osciloskop i općenito osciloskop mjerni je uređaj koji omogućuje grafički prikaz mjerenog električnog signala, ponajprije u ovisnosti o vremenu. U praksi su najčešći dvokanalni osciloskopi, na čijem je zaslonu moguće istovremeno pratiti dva signala. Osciloskopi s katodnom cijevi najčešće su analogni, no mogu biti i kombiskopi, što znači da prijazuju signal analogno, a veličine poput Vpp, Vrms i Vpk računaju digitalno.

## Promatranje valnih oblika
Pri promatranju valnih oblika na osciloskopu postupak je sljedeći:
- mjereni signal, valni oblik koji se želi promatrati dovodi se na Y pločice katodne cijevi
- na X pločice osciloskopa dovodi se napon pilastog oblika
- podešava se frekvenciju pilastog napona jer iznosi frekvencija dvaju signala moraju biti isti ili se moraju razlikovati za cijeli broj puta.

## Osciloskopi s pamćenjem na zaslonu
Osciloskopi s pamćenjem na zaslonu vrsta su osciloskopa koji gotovo trajno mogu pamtiti signal, čak i nakon isključenja, jer imaju memoriju.

## Osciloskopi s uzimanjem uzoraka
Osciloskopi s mogućnošću uzimanja uzoraka može uzeti uzorak signala i usporediti ga s nekim drugim signalom.

## Digitalni osciloskopi
Digitalni osciloskopi najpreciznija su vrsta osciloskopa.[nedostaje izvor] Mogu doseći vrlo velike brzine uzorkovanja, sve do nekoliko desetaka milijarda uzoraka u sekundi. Najčešće imaju 2 ili 4 kanala, a mogu imati i integrirani (ugrađeni) generator funkcija, brojač frekvencija, logički analizator i sl.